# Brian Croke
Brian Croke (* 3. September 1951 in Young) ist ein australischer Historiker mit dem Schwerpunkt Geschichte der Spätantike und von Byzanz.

## Leben
Er erwarb 1973 das Diploma of Education an der Macquarie University in Sydney und 1978 den Doctor of Philosophy am Corpus Christi College (Oxford). Er war Tutor für Geschichte an der Macquarie University (1974, 1979–1980) und ab 1981 Lecturer. Später wurde er bis zu seinem Ruhestand 2017 Executive Director der Catholic Education Commission von New South Wales.

## Schriften (Auswahl)
- mit Jill Harries: Religious conflict in fourth century Rome. A documentary study. Sydney 1982, ISBN 0-424-00091-1.
- mit Alanna M. Emmett (Hrsg.): History and historians in late antiquity. Sydney 1983, ISBN 0-08-029840-0.
- mit Elizabeth Jeffreys, Roger D. Scott (Hrsg.): Studies in John Malalas. Sydney 1990, ISBN 0-9593626-5-7.
- mit Alanna Nobbs, Raoul Mortley, Graeme W. Clarke (Hrsg.): Reading the past in late antiquity. Rushcutters Bay 1990, ISBN 0-08-034407-0.
- Christian chronicles and Byzantine history. 5th–6th centuries. Aldershot 1992, ISBN 0-86078-343-X.
- Count Marcellinus and his chronicle. Oxford 2001, ISBN 0-19-815001-6.
- Roman Emperors in Context: Theodosius to Justinian. Routledge, London 2021, ISBN 978-0-367-68075-6 (gesammelte Aufsätze).
- Flashpoint Hagia Sophia. Routledge, London / New York 2022, ISBN 978-0-367-76995-6.